# آتلانتیکا

آتلانتیکا در حدود ۲ گیگا سال پیش. کراتون‌های آرکئن به‌رنگ خاکستری نشان داده شده‌اند.

آتلانتیکا (به یونانی: Ατλαντικα)  نامی است که به قاره‌ای باستانی که در طی دورهٔ پروتروزوئیک در حدود ۲۰۰۰ میلیون سال پیش (۲ میلیارد سال پیش) شکل گرفت گفته می‌شود. این قاره از پیوند چند کراتون ۲ گیگا ساله واقع در جایی‌که امروزه آفریقای غربی و آمریکای جنوبی شرقی قرار دارند به‌وجود آمد. نام آتلانتیکا را راجرز در سال ۱۹۹۶ برگزید و دلیل آن، باز شدن این قاره در اقیانوس آتلانتیک جنوبی عنوان گردید.

## شکل‌گیری
بنا به گفتهٔ راجرز در ۱۹۹۶، آتلانتیکا هم‌زمان با قارهٔ ننا در حدود ۱٬۹ گیگا سال پیش از کراتون‌های آرکئن از جمله آمازونیا در آمریکای جنوبی امروزی و کراتون‌های کنگو، آفریفای غربی و آفریقای شمالی در آفریقا به‌وجود آمد.

## گسیخت
آتلانتیکا در حدود ۱٬۶ تا ۱٬۴ گیگا سال پیش هنگامی‌که ابرقارهٔ کلمبیا شامل اور، آرکتیکا، ننا و آتلانتیکا تقسیم شد از ننا جدا گشت. 
آتلانتیکا سپس در حدود ۱ گیگا سال پیش با پیوستن به قاره‌های ننا، اور و چند صفحهٔ کوچک، ابرقارهٔ رودینیا را شکل داد. اما رودینیا خود درفاصلهٔ ۱ تا ۰٬۵ گیگا سال پیش شروع به تقسیم‌شدن نمود که در نتیجهٔ آن، سه قارهٔ جدید شامل لوراسیا، و گوندوانای شرقی و غربی به‌وجود آمد که آتلانتیکا، هستهٔ قارهٔ دوم را تشکیل می‌داد.
در طی دورهٔ نئوپروتروزوئیک، سیستم کوه‌زایی‌ای برزیلی-پان‌آفریقایی شکل گرفت. کوه‌زای آراسوایی-کنگوی غربی که بخش مرکزی این سیستم را تشکیل می‌داد، الگویی متمایز از دگرشکلی را از خود برجای گذاشت که حتی امروزه نیز در دو سوی اقیانوس آتلانتیک (اطلس) قابل مشاهده است.